# Marcus Vinicius Gomez
Marcus Vinicius Gomez (6 de março de 1936) é um pesquisador brasileiro, membro titular da Academia Brasileira de Ciências na área de Ciências Biomédicas desde 6 de maio de 1998. É professor da Universidade Federal de Minas Gerais  e pesquisa, entre outras coisas, usos médicos da toxina da aranha-armadeira.
Foi condecorado na Ordem Nacional do Mérito Científico.
Foi agraciado com o Prêmio Fundação de Desenvolvimento da Pesquisa (FUNDEP) de 1996.    